# Star Fox: Assault
Star Fox: Assault (яп. スターフォックス アサルト Сута: Фоккусу Асаруто) — видеоигра в жанре рельсовый шутер/шутер от третьего лица, разработанная Namco и выпущенная Nintendo в 2005 году. Это четвёртая игра в серии Star Fox и вторая, разработанная для платформы GameCube.

## Сюжет

Команда Star Fox из Assault, слева направо: Слиппи, Фокс, Фалько, Кристал

Действие игры разворачивается в системе Лайлет, в которой происходили и события предыдущих игр серии. История начинается близ планеты Фортуна, где правительственные войска сражаются с мятежниками. Во главе восставших стоит обезьяна Эндрю Ойконни — племянник доктора Андросса, главного злодея из Star Fox, Star Fox 64 и Star Fox Adventures. На помощь правительству приходит команда Star Fox, возглавляемая Фоксом МакКлаудом. В Assault в неё также входят его старые коллеги — пилот-ас ястреб Фалько Ломбарди, жаба-механик Слиппи Тоад, и новый член группы — возлюбленная Фокса лисица-телепат Кристал, спасённая им от Андросса в Star Fox Adventures. Пожилой заяц Пеппи Хеа, входивший в Star Fox в более ранних сериях, теперь руководит миссиями с борта флагмана Great Fox.
Команда вступает в бой с силами Ойконни, что ведёт к практически полному разгрому последних. Однако, когда победа была уже близка, систему атаковал флот Апароидов — насекомообразных существ, обладающих единой волей. Дальнейшие события Assault полностью посвящены войне с Апароидами. Фокс МакКлауд, сотоварищи сражаются с пришельцами в открытом космосе и на планетах системы Лайлет и в конечном итоге уничтожают Королеву Апароидов на их родной планете.
Также в игре вновь фигурируют Star Wolf — давние противники Star Fox. Состав команды изменился по сравнению со Star Fox 64, где они появляются впервые. Из старых членов остались волк Вольф О’Доннел и хамелеон Леон Повальски, а их новым коллегой стал леопард Пантер Карозо. Однако, в отличие от предыдущей игры, Star Fox и Star Wolf не только сражаются друг с другом, но в последних миссиях воюют на одной стороне.

## Игровой процесс
Геймплей Star Fox: Assault подразделяется на три части. Игрок может летать в космическом корабле Arwing, ездить на танке Landmaster и передвигаться пешком. В ряде миссий присутствует возможность менять средство передвижения.
В воздушных миссиях игрок летает в открытом космосе, либо близ поверхности планеты. Часть уровней построена по рельсовому принципу, когда корабль непрерывно движется вперёд по узкому «коридору», имея возможность маневрировать в пределах экрана. В других миссиях присутствует полная свобода перемещения на относительно небольшом ограниченном пространстве. Лазерную пушку Arwing можно совершенствовать, подбирая соответствующие бонусы, с каждым разом делая её мощнее. Однако получение значительного числа повреждений постепенно ликвидирует их и возвращает пушку в исходное состояние. В качестве дополнительного оружия для корабля присутствуют также разрывные бомбы, найти которые можно лишь на карте.

Фокс МакКлауд на планете Саурия

Управляя Landmaster, игрок не ограничен в передвижении. Он может ездить в любом направлении, стрелять из лазерной пушки, давить врагов шинами, а также ненадолго подниматься над землёй на воздушной подушке.
Пешие уровни представляют собой классический 3D-шутер. Игрок изначально вооружён бластером, но по ходу действия находит и другие виды оружия, такие, как пулемёт, снайперская винтовка, базука и т. д. Кроме того, только в пешем режиме персонажи могут заходить внутрь помещений, что играет существенную роль на некоторых картах.
Также на каждом уровне во всех режимах игрок подбирает различные бонусы. Это может быть усиленное вооружение для Arwing, аптечки, броня.
Как и в Star Fox 64, союзники летают рядом с кораблём игрока, время от времени появляясь в поле его зрения. Порой они просят о помощи, если им на хвост садится противник. В этом случае необходимо уничтожить преследователей, пока они не подбили союзный корабль. Иногда союзники подбрасывают игроку бонусы в благодарность за своё спасение.
В отличие от Star Fox 64, в Assault нет выбора между простыми и сложными миссиями, переходы от уровня к уровню строго линейны, а степень сложности выбирается навсегда в самом начале игры.

## Мультиплеер
В Assault существует многопользовательский режим. В начале игры доступны только несколько персонажей, карт и видов вооружения, но по мере прохождения одиночных и многопользовательских миссий открываются новые. Как и на одиночных уровнях, в мультиплеере доступны воздушный и наземный режимы игры.
Среди карт многопользовательского режима присутствуют как локации из синглплеера, так и ряд новых. Помимо этого, имеются опции, позволяющие отключить радар или запретить использование определённого оружия. Кроме предметов из одиночного режима, можно разблокировать специальные виды вооружения, такие, как Demon Launcher, способный убить одним выстрелом, или вспомогательные предметы вроде Stealth Suit, делающий игрока невидимым на короткое время.

## Озвучивание

### Актёры озвучивания в английской версии
- Фокс МакКлауд — Джим Уокер
- Фалько Ломбарди — Майк Мадео
- Кристал — Алисия Глайдвелл
- Слиппи Тоад — Майкл МакОлифф
- Пеппи Хеа — Генри Дарденн
- РОБ 64 — Декс Мэнли
- Генерал Пеппер — Грэй Эбанк
- Вольф О’Доннел — Грант Гудив
- Леон Повальски — Дэвид Скалли
- Пантер Карозо — Дэвид Скалли
- Эндрю Ойконни — Джон Хагил
- Пигма Денгар — Лев Либерман
- Белтино Тоад — Скотт Бёрнс
- Принц Трики — Чет Морган
- Королева Апароидов — Алисия Глайдвелл
- Джеймс МакКлауд — Джим Уокер

### Актёры озвучивания в японской версии
- Фокс МакКлауд — Кэндзи Нодзима
- Фалько Ломбарди — Хисао Эгава
- Кристал — Ая Хара
- Слиппи Тоад — Кёко Тонгу
- Пеппи Хеа — Томохиса Асо
- РОБ 64 — Юсукэ Нумата
- Генерал Пеппер — Митихиро Икэмидзу
- Вольф О’Доннел — Махито Оба
- Леон Повальски — Синобу Сатодзи
- Пантер Карозо — Тэцу Инада
- Эндрю Ойконни — Юсукэ Нумата
- Пигма Денгар — Дайсукэ Гори
- Белтино Тоад — Хирохико Какэгава
- Принц Трики — Хирохико Какэгава
- Джеймс МакКлауд — Хирохико Какэгава

## Разработка
Star Fox: Assault была впервые анонсирована 8 мая 2002 года. Игра должна была выйти в Японии в апреле 2003 года, а разработкой должно было заниматься то же подразделение Namco, которое работало над Ace Combat 2. Следующая информация о проекте появилась в Лос-Анджелесе на E3 в том же 2003 году, когда был продемонстрирован короткий видеоролик. Согласно Electronic Gaming Monthly он произвёл плохое впечатление на аудиторию.
Во время разработки название проекта менялось несколько раз, пока не был утверждён вариант Star Fox: Assault. Позже, на E3 в 2004 тот же журнал Electronic Gaming Monthly написал, что игра выглядит гораздо лучше, чем в предыдущем году. Планировалось выпустить игру в ноябре 2004, однако дату релиза вновь перенесли, на этот раз окончательно, на начало 2005 года. Финальная версия Assault использовала движок, предоставленный японской компанией CRI Middleware. Музыку к игре написали Ёсиэ Аракава и Ёсинори Кавамото, которая была исполнена Tokyo New City Orchestra.

## Критика
| Сводный рейтинг | Сводный рейтинг |
| Агрегатор       | Оценка          |
| --------------- | --------------- |
| GameRankings    | 70,56 %         |

GameRankings оценил игру в среднем на 71 %, примерно столько же (7 балла из 10) поставил IGN. Оба издания подвергли критике управление во время пеших миссий, кроме того, IGN посчитал, что многопользовательские уровни выполнены не лучшим образом и их дизайн слишком прост. Схожую позицию занял и GameSpot (7.3 балла из 10). Российский журнал Страна Игр присудил игре 6,5 баллов из 10, высоко оценив воздушные уровни и мультиплеер, но также раскритиковав наземные уровни и посчитав графику и звук не слишком выразительными.. Однако, в целом, Star Fox: Assault была оценена положительно и оказалась коммерчески успешной.